# Vașcău
Vașcău é uma cidade da Roménia com 3032 habitantes, localizada no județ (distrito) de Bihor.